# Karoline Hetzenecker

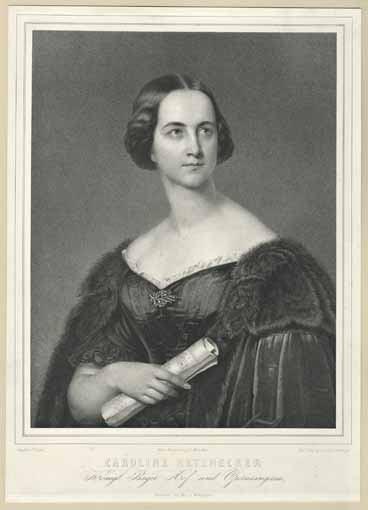
Karoline Hetzenecker von Mangstl

Karoline Hetzenecker, auch Caroline Hetznecker, ab 1848 Karoline von Mangstl (* 20. November oder 22. November 1822  in Haag an der Amper; † 10. August 1888 in München) war eine deutsche Opernsängerin.

## Leben
Karoline war das Kind von Johann Hetzenecker, dem Gerichtsverwalter des Grafen Maximilian von Lodron in Haag bei Freising und seiner zweiten Ehefrau Barbara Holderer. Sie hatte vier Halbgeschwister aus der ersten Ehe ihres Vaters. Dieser starb schon 1826, deshalb zog ihre Mutter mit ihr nach München, wo sie bei ihrer Großmutter aufwuchs.
1828 besuchte Karoline die Central-Singschule, wo sie auf Grund ihrer schönen Stimme vom Hofoperntenor Franz Xaver Löhle entdeckt wurde.
Anschließend war Karoline Schülerin und Protegé des Königlichen Hofkapell- und Theatersängers Leopold Lenz, der ihr auch ein Engagement im Chor des königlichen Hof- und Nationaltheaters verschaffte. Mit seiner Hilfe debütierte sie bereits mit 16 Jahren am 23. April 1839 in Vincenzo Bellinis Oper Die Unbekannte (La straniera) an der Bayerischen Hofoper und feierte Erfolge als Pamina im Mozarts Die Zauberflöte.

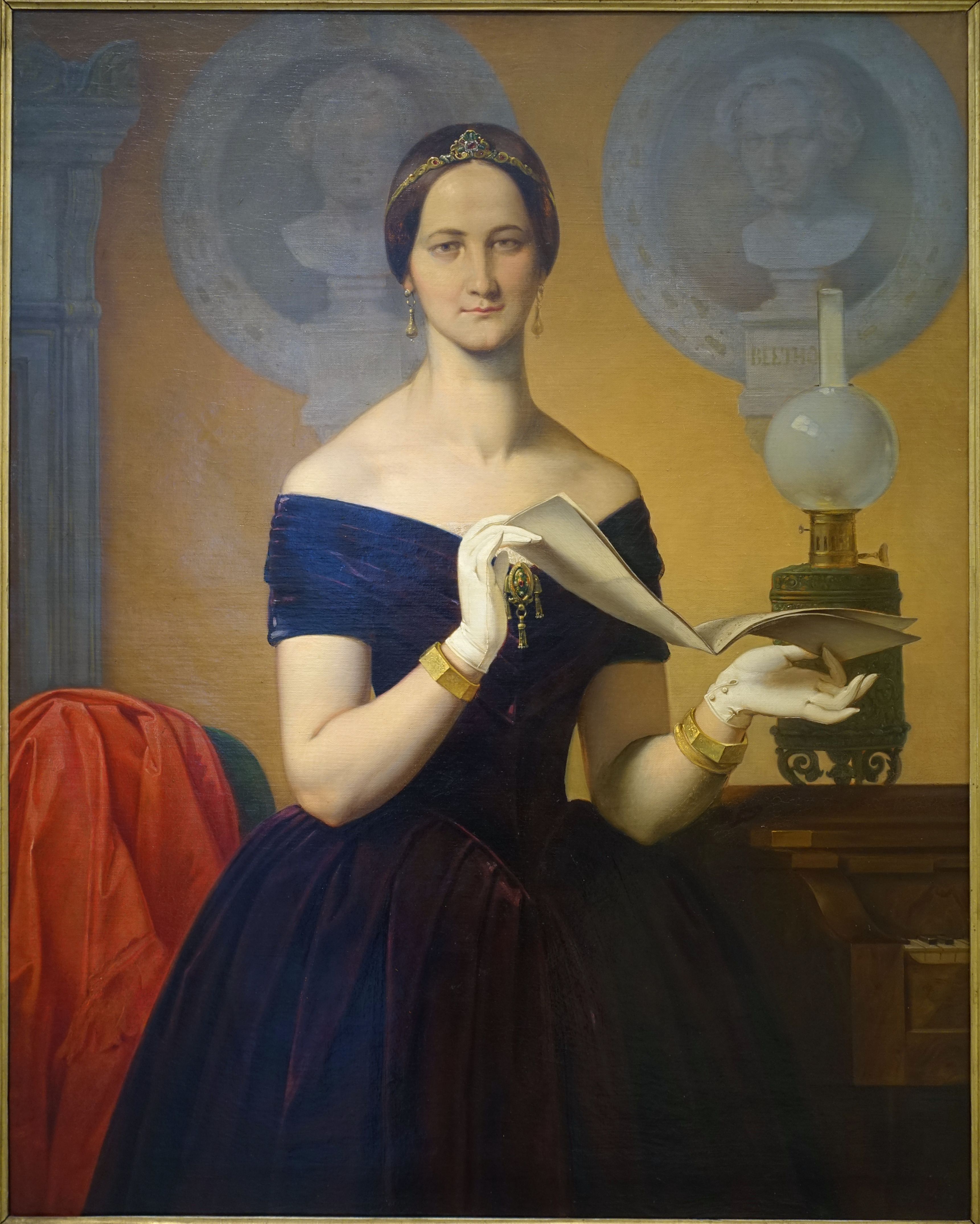
Moritz von Schwind: Karoline Hetzenecker, 1848

Mit 17 Jahren unterbrach sie ihre aufstrebende Karriere und folgte dem Rat der Intendanz der Hofoper, am Konservatorium in Mailand bei Alberto Mazzucato ihre Stimme weiter ausbilden zu lassen. Dort erlernte sie die Technik des Passaggio. 1841 kehrte sie nach München zurück und stieg zum gefeierten Star des Ensembles der Hofoper auf und wurde zur königlichen Hofopernsängerin ernannt.
In der Folgezeit glänzte sie in den Hauptrollen als Alaide in La Straniera und als Catharina in der Oper Catharina Cornaro von Franz Lachner. Danach sang sie zwölf weitere Partien; unter anderem die Gräfin in Mozarts Figaros Hochzeit und die Agathe in Carl Maria von Webers Freischütz.
Karoline Hetzenecker trat 1849 im Alter von 27 Jahren mit der Rolle von Lady Macbeth in der Oper Macbeth von André Hippolyte Chelard von der Bühne ab und heiratete den Regierungsrat Sebastian von Mangstl.
Moritz von Schwind, der eine besondere Zuneigung für die Sängerin empfand, stellte die Liebesgeschichte der beiden in seinem Bildzyklus Die Symphonie dar. Das Bild befindet sich heute in der Sammlung Schack in München. Ein weiteres Porträt Karolines, gemalt von Leo Samberger hängt im Foyer des Nationaltheaters in München.
1849 zog sie mit ihrem Mann nach Schongau, der dort zum Landrichter (heute: Landrat) ernannt wurde. Nachdem Karoline drei Kinder bekommen hatte, zog sie mit ihrer Familie 1854 nach München zurück. Am 11. Januar 1864 wurde ihr Mann, der an Depressionen litt, tot an der Isar aufgefunden.
Auch nach ihrer Opernkarriere genoss Karoline in Musikerkreisen hohes Ansehen; so widmete Richard Strauss 1878 seine Lieder Der Spielmann und das Kind sowie Im Walde Karoline Hetzenecker.
Karoline starb am 10. August 1888 im Alter von 66 Jahren an einer Lungenkrankheit. Die Hofopernsängerin wurde in München auf dem (Alten) Südfriedhof (im Grab 34-13-28) begraben. Ihr Grab ist nicht mehr erhalten.